# 新戈利耶兰农村居民点
新戈利耶兰农村居民点（俄语：Новогольеланское сельское поселение）是俄罗斯联邦沃罗涅日州格里巴诺夫斯基区所属的一个农村居民点。其下辖有3个居民点，行政中心为新戈利耶兰。据2016年统计，该农村居民点的人口为822人。